# Halobates
Halobates – rodzaj owadów obejmujący ponad 40 gatunków z rodziny nartnikowatych. Wiele z nich żyje przy brzegu, jednak pięć jest zdolnych do przetrwania utrzymując się na powierzchni otwartego oceanu (jedne z nielicznych morskich owadów).
Są drapieżne, gatunki przybrzeżne żywią się głównie lądowymi owadami, które spadły do wody, a oceaniczne żywią się planktonem. Gatunki przybrzeżne składają jaja na skałach, zaś oceaniczne przyczepiają jaja do unoszących się na wodzie obiektów takich jak muszle mątw, pióra i plastikowe odpady. Gatunki są spotykane na całym świecie, zwłaszcza w pobliżu równika. Większość jest niewielka, o ciele długości około 5 mm, ale z rozpiętością nóg do 2 cm. Są bezskrzydłe, odwłok w porównaniu z tułowiem mają krótki, u ciężarnych samic może wydawać się wydłużony.
Pierwszy raz zostały zebrane i opisane przez Johanna Friedricha von Eschscholtza, doktora biorącego udział w rosyjskiej ekspedycji Rurika w latach 1815-1818.
Niektóre gatunki nawałników aktywnie żywią się przedstawicielami Halobates, czasem rozbryzgując nogami wodę, aby przyciągnąć lub wykryć owady.
Pięć pelagicznych gatunków Halobates to: H. micans, H. germanus, H. sericeus, H. splendens i H. sobrinus. Jedynym szeroko rozpowszechnionym spośród nich jest Halobates micans spotykany w Oceanie Indyjskim i Atlantyku. Pozostałe cztery występują tylko w Pacyfiku.
Kopalny gatunek H. ruffoi jest znany z liczących 45 milionów lat osadów w Weronie. 
Rodzaj, wraz z blisko spokrewnionymi Austrobates i Asclepios, należy do plemienia Halobatini.